# Nargess Eskandari-Grünberg

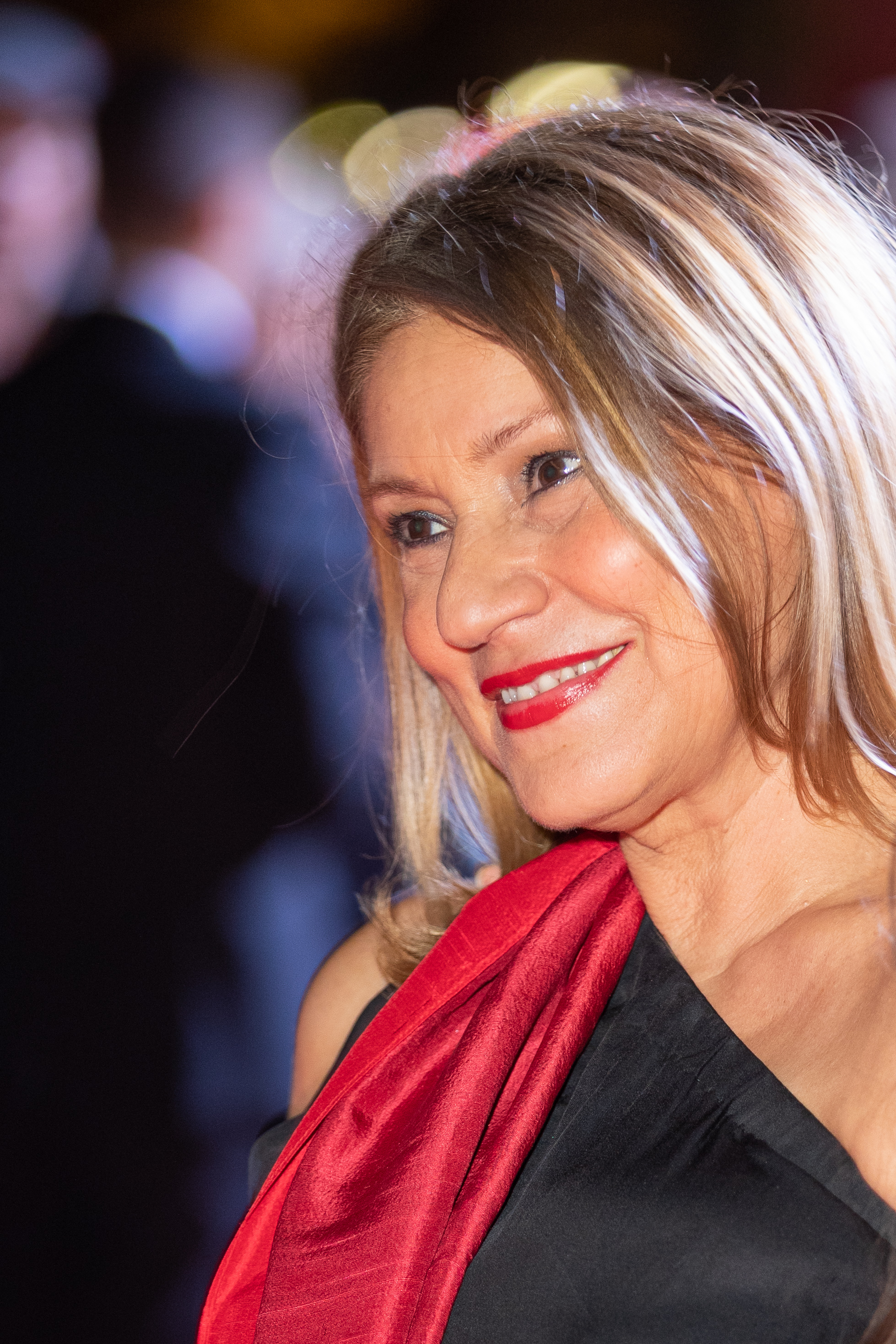
Nargess Eskandari-Grünberg bei der Verleihung des Hessischen Film- und Kinopreises 2019

Nargess Eskandari-Grünberg (persisch نرگس اسکندری-گرونبرگ; * 20. Februar 1965 in Teheran, Iran) ist eine deutsche Kommunalpolitikerin (Bündnis 90/Die Grünen). Seit 2021 ist sie Bürgermeisterin (Erste Beigeordnete) der Stadt Frankfurt am Main. Vom 12. November 2022 bis zum 11. Mai 2023 übernahm sie kommissarisch die Amtsgeschäfte des Oberbürgermeisters der Stadt Frankfurt am Main.

## Leben
Nargess Eskandari-Grünberg wurde in die Familie der Kadscharen hineingeboren, die 200 Jahre lang den Iran, bis zur Übernahme von Reza Schah Pahlevi, regierten. Ihr Vater ist Khodadad Mirza Farman Farmaian, der während der Pahlevi Dynastie Gouverneur der iranischen Zentralbank war. Die Großeltern sind Adlige, Angehörige der ehemals herrschenden Schahfamilie, Abdol Hossein Mirza Farmanfarma seine Frau Hamdam Khanoum.
Als Schülerin nahm Eskandari-Grünberg an Protesten gegen den Schah, und später nach der Islamischen Revolution an Demokratieprotesten gegen das Regime von Ruhollah Khomeini teil. Noch während ihrer Schulzeit wurde sie verhaftet und verbrachte anderthalb Jahre im Evin-Gefängnis, wo sie ihre Tochter Maryam Zaree zur Welt brachte. Nach ihrer Entlassung 1985 flüchtete Eskandari-Grünberg aus dem Iran nach Deutschland und lebt seitdem in Frankfurt. Sie studierte Psychologie und wurde promoviert. Sie führt eine eigene Praxis als psychologische Psychotherapeutin. Für das Deutsche Rote Kreuz leitet sie die Beratungsstelle für ältere Migranten HIWA.
Eskandari-Grünberg ist mit dem Psychoanalytiker Kurt Grünberg verheiratet. Ihre Tochter ist die Schauspielerin, Filmemacherin und Autorin Maryam Zaree, die über die Ereignisse rund um ihre Geburt den Film „Born in Evin“ drehte (Deutscher Filmpreis 2020).

## Politische Arbeit
2001 bis 2008 war sie Stadtverordnete in Frankfurt am Main. 2008 bis 2016 war sie ehrenamtliche Dezernentin für Integration, ihr Vorgänger war Jean Claude Diallo (Bündnis 90/Die Grünen). Sie bewarb sich bei der Oberbürgermeisterwahl in Frankfurt am Main am 25. Februar 2018 um das Amt des Frankfurter Oberbürgermeisters und erreichte im ersten Wahlgang mit 9,3 % der Stimmen den dritten Platz hinter Peter Feldmann (SPD) und Bernadette Weyland (CDU). 2021 wählte die Stadtverordnetenversammlung sie zur Bürgermeisterin (Erste Beigeordnete) der Stadt Frankfurt. Eskandari-Grünberg ist zusätzlich wieder Dezernentin für „Diversität, Antidiskriminierung und gesellschaftliches Zusammenleben“ (ehemals Dezernat für Integration).
Nachdem der amtierende Oberbürgermeister Peter Feldmann abgewählt worden war, übernahm Eskandari-Grünberg ab dem 12. November 2022 bis zur Amtseinführung von Mike Josef (SPD) am 11. Mai 2023 kommissarisch die Amtsgeschäfte des Oberbürgermeisters der Stadt Frankfurt am Main. Bei der Oberbürgermeisterwahl am 5. März 2023 trat jedoch nicht Eskandari-Grünberg, sondern Manuela Rottmann als Kandidatin für die Grünen an.
Sie ist im Vorstand der Walter-Kolb-Stiftung zur Förderung des Zweiten Bildungsweges und der beruflichen wie der allgemeinen Weiterbildung.

## Engagement

### Kritischer Dialog mit Muslimen
Eskandari-Grünberg wurde wegen ihrer Opposition gegen das Mullah-Regime im Iran politisch verfolgt. Sie setzt sich für freie Religionsausübung und einen kritischen Dialog mit Muslimen ein.

### Kontroverse
Öffentliche Aufmerksamkeit erregte Eskandari-Grünberg durch eine Äußerung im Bildungs- und Integrationsausschuss am 5. November 2007:

„Migration ist in Frankfurt eine Tatsache. Wenn Ihnen das nicht passt, müssen Sie woanders hinziehen.“

Mit der Äußerung nahm Eskandari-Grünberg in der Sitzung des Bildungsausschusses der Stadtverordnetenversammlung Bezug auf die Aussage eines Hausener Bürgers zum Einwandereranteil an der dortigen Kerschensteinerschule. Die anwesenden Mitglieder der Bürgerinitiative fassten die Äußerung als persönliche Aufforderung zum Auswandern auf. Es kam zum Tumult und die Ausschussvorsitzende Bernadette Weyland (CDU) unterbrach die Sitzung. Die FR berichtete am 7. November 2007, dass Eskandari-Grünberg nach eigenen Angaben wegen ihrer Äußerung bedroht worden sei:

„In der Ausschuss-Sitzung musste sich Eskandari-Grünberg gegen wüste Beschimpfungen der Bürgerinitiative wehren. Sie sei sogar bedroht worden, berichtete sie am Dienstag: ‚Einer hat mir die Faust vors Gesicht gehalten und gesagt: Ihnen werden wir’s noch zeigen.‘“

Am 7. November 2007 erläuterte Eskandari-Grünberg ihre Äußerung in einem Interview mit der FR:

„Diese Aussage muss im Zusammenhang betrachtet werden. Dem ist ja eine andere Äußerung vorangegangen. Da hat jemand sich darüber beklagt, dass der Migrantenanteil an Schulen zu hoch sei. Das hörte sich so an, als seien die Kinder Ungeziefer. Darauf habe ich emotional reagiert. In den Reaktionen zu meiner Äußerung taucht das nicht mehr auf. Es wird so interpretiert, als hätte ich gesagt, die Deutschen sollen auswandern. Das ist doch Quatsch, so etwas habe ich nicht gesagt und nicht gemeint. Es ist absurd, mir so etwas in den Mund zu legen. Was ich sagen wollte ist: Einwanderer gehören zu Frankfurt. Wer in dieser internationalen Stadt lebt, muss sich dieser Realität stellen und es positiv betrachten.“

### Mahsa-Amini-Proteste
Eskandari-Grünberg organisierte während der Mahsa-Amini-Proteste 2022 Demonstrationen in Frankfurt gegen die iranische Regierung und benannte symbolisch einen Straßenabschnitt vor dem Iranischen Konsulat in Jina-Mahsa-Amini-Straße um.